# Тяньцзиньские концессии

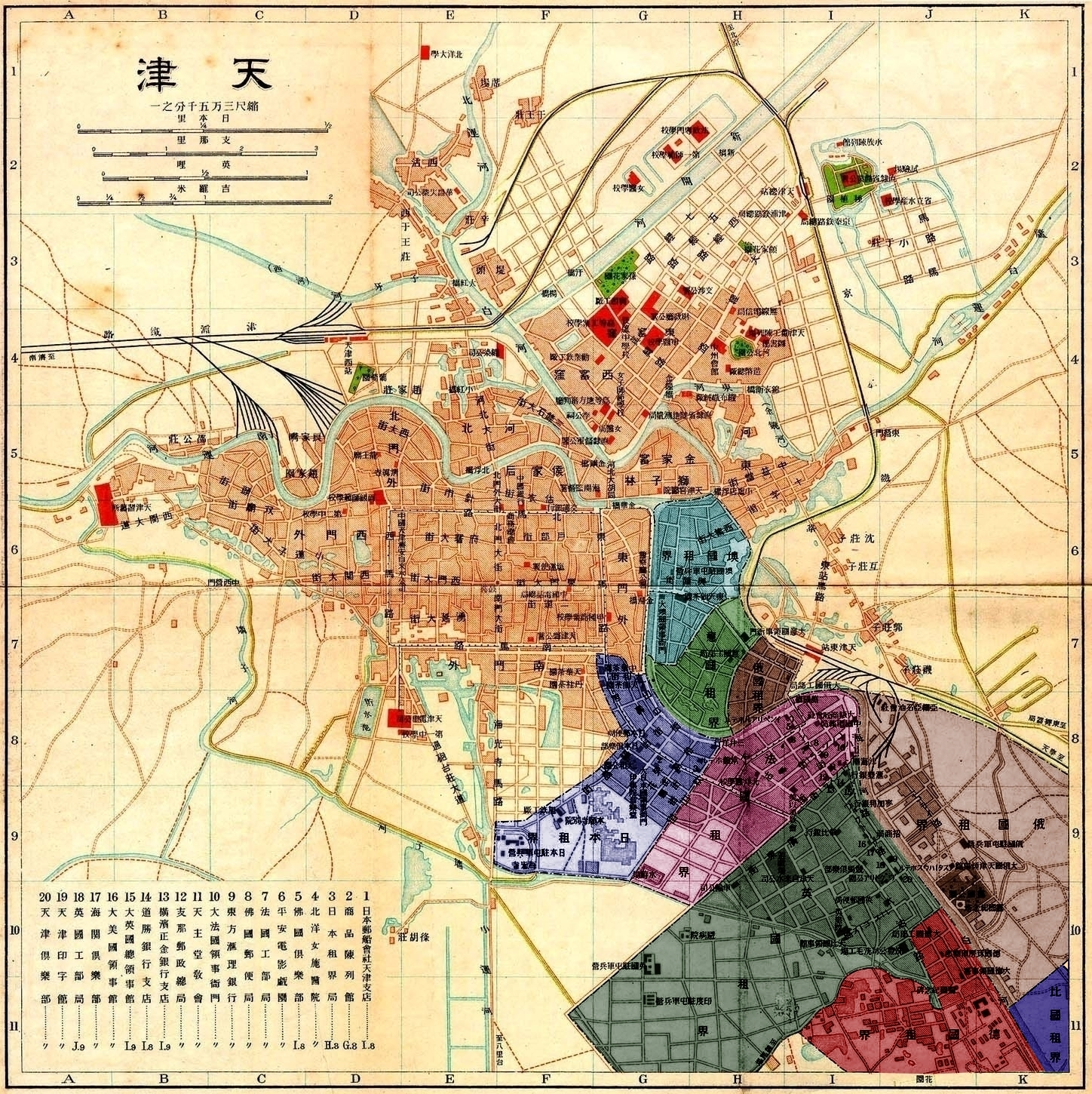
Карта Тяньцзиньских концессий:
Восточный берег Хайхэ:
Австро-Венгрия
Италия
Россия (2 отдельных участка)
Бельгия
Западный берег Хайхэ:
Япония
Франция
Великобритания
Германия

Тяньцзиньские концессии — концессионные территории города Тяньцзинь, переданные властями империи Цин под управление Великих держав.

## Общая история
До XIX века китайские власти позволяли европейским торговцем осуществлять свою деятельность лишь в определённых местах, определяемых императорскими указами. Власти зачастую были не на стороне иностранцев, те могли быть по малейшему подозрению брошены за решётку или казнены. Когда европейские державы начали усиливать своё присутствие в Китае — такое положение стало нетерпимым, и они начали требовать дипломатических гарантий для своих торговцев, миссионеров, путешественников и дипломатов. Однако суть китайской государственной системы не допускала подобных исключений, поэтому постепенно был установлен порядок, при котором местам размещения европейских дипломатических учреждений придавался статус, независимый от китайских имперских властей.
В середине XIX века Тяньцзинь был открыт для международной торговли, а после того, как он был соединён железными дорогами с Пекином (в 1897 году) и через Шаньхайгуань с Маньчжурией, то в нём начало резко возрастать количество европейских торговцев, предпринимателей и дипломатов. Участились нападения на европейцев, и, чтобы уменьшить риск возникновения конфликтов, китайские власти передали ряд участков Тяньцзиня под управление дипломатических миссий.
Самыми первыми концессиями в Тяньцзине были Британская и Французская. В 1895—1900 годах к ним добавились Японская, Германская и Российская, и даже концессии государств, не имевших концессий в других местах Китая — Австро-Венгрии, Италии и Бельгии. В каждой концессии были собственные школы, тюрьмы, казармы и больницы. Европейские сеттльменты протянулись на 8 км вдоль реки Хайхэ.
После падения Цинской династии и прихода к власти партии Гоминьдан Китай начал процесс ликвидации неравноправных договоров и восстановления своего суверенитета. Когда в результате гражданской войны к власти в Китае пришла коммунистическая партия, то остававшаяся к тому моменту под иностранной властью собственность была конфискована.

## Австро-венгерская концессия (1901—1917)
Австро-Венгрия вошла в Альянс восьми держав, подавлявший Ихэтуаньское восстание 1899—1901, и в награду за участие получило право на владение собственной территорией в Тяньцзине. Австро-Венгерская концессия занимала площадь в 0,61 км², что больше, чем у итальянской концессии, но меньше, чем у бельгийской. У концессии были собственные школа, тюрьма, казармы и больница. Здесь же находилось австро-венгерское консульство; австро-венгерские граждане подчинялись законам Австро-Венгрии, а не Китая.
Несмотря на наличие небольшого гарнизона, Австро-Венгрия оказалась неспособной удержать подконтрольную ей территорию в годы Первой мировой войны. После того, как Китай 14 августа 1917 года объявил войну Центральным державам, территория концессии была возвращена Китаю, а после войны была присоединена к Итальянской концессии. Официально Австрия отказалась от прав на концессию 10 сентября 1919 года (Сен-Жерменский договор), а Венгрия — в 1920 году (Трианонский договор).
Несмотря на недолгий срок своего существования, Австро-Венгерская концессия внесла свой вклад в формирование облика города.

## Бельгийская концессия (1902—1931)
Бельгийская концессия была создана в 1902 году на восточном берегу реки Хайхэ. Ни бельгийское правительство, ни бизнес-сообщество не делали инвестиций в развитие концессии, поэтому она не оставила своего отпечатка на архитектурном облике Тяньцзиня.
В 1904 году Китай и Бельгия подписали контракт с «Compagnie de Tramways et d’Eclairage de Tientsin», предоставивший компании эксклюзивные права на строительство и управление системой электрического освещения и трамвайными линиями на срок в 50 лет. В 1906 году в Тяньцзине начал функционировать первый в Китае электрический трамвай.

## Британская концессия (1860—1943)
Британская концессия находилась на правом берегу реки Хайхэ ниже китайского города, и занимала площадь в 0,81 км². Концессией управлял муниципальный совет.

## Французская концессия (1860—1946)
Французская концессия существовала почти 100 лет, и многие её здания стоят в Тяньцзине до сих пор: Французское консульство, Муниципальный совет, Французский клуб, Кафедральный собор и т. д. Здесь жил известный французский поэт, драматург и религиозный писатель Поль Клодель.

## Германская концессия (1899—1917)
Рост германского присутствия в Китае начался в 1870-х годах. В конце 1880-х начались беспорядки, и для обеспечения германского военного присутствия в китайские воды был отправлен корвет «Luise». Когда в 1898 году Германия получила концессию в Цзяо-Чжоу, то последовали переговоры и о предоставлении Германии концессии в Тяньцзине. В 1899 году Германия получила в управление территорию к югу от реки Хайхэ между Британской и Японской концессиями.
После того, как во время Первой мировой войны территория Германской концессии была возвращена Китаю, в германских казармах разместился американский 15-й пехотный полк.

## Итальянская концессия (1901—1947)
7 сентября 1901 года Италия получила право на свою концессию в Тяньцзине. После Первой мировой войны к ней была добавлена территория Австро-Венгерской концессии, что увеличило её площадь вдвое; на территории концессии разместился итальянский «Legione Redenta», воевавший в Сибири против большевиков.
В годы Второй мировой войны на территории концессии размещался гарнизон из 600 человек. 10 сентября 1943 года, когда Италия капитулировала перед Союзниками, Императорская армия Японии оккупировала территорию концессии. Позднее Итальянская социальная республика получила концессию обратно от марионеточного китайского правительства.
Формально итальянская концессия была передана Китайской республике в 1947 году, после подписания Италией всех мирных договоров.

## Японская концессия (1888—1945)
Японская концессия существовала в Тяньцзине с 1888 года. С 1924 по 1931 годы на её территории проживал свергнутый император Китая Айсиньгьоро Пуи.

## Российская концессия (1903—1920)

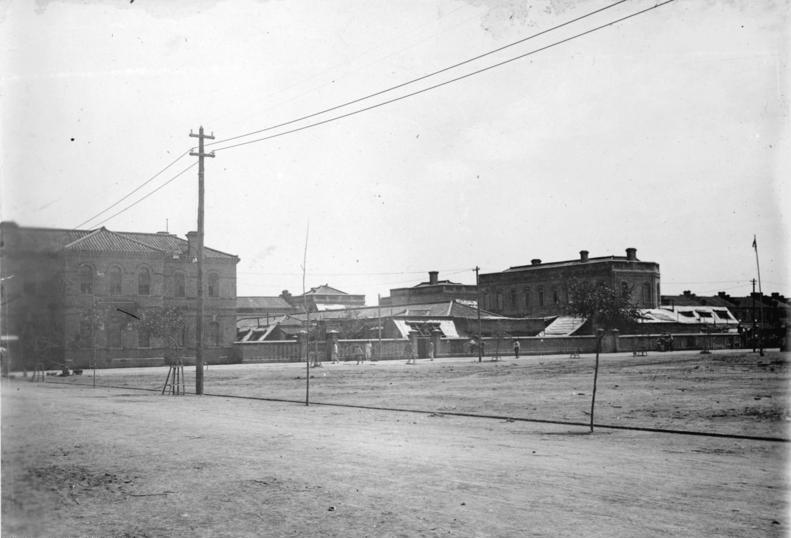
Российская концессия

Российская концессия занимала два участка на восточном берегу реки Хайхэ. В 1920 году Бэйянское правительство Китайской республики захватило концессию у РСФСР. СССР отказался от претензий на концессию в 1924 году.

## Американская концессия
Формально США не имели экстерриториальных прав в Тяньцзине. С января 1921 года в Тяньцзине на территории бывшей Германской концессии размещался американский гарнизон (до 1938 года — 15-й пехотный полк, с 1938 по 8 декабря 1941 года — морская пехота).